# 多糸染色体

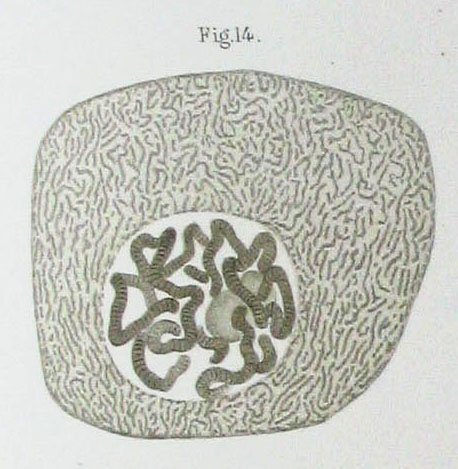
ユスリカの唾液腺細胞の多糸染色体

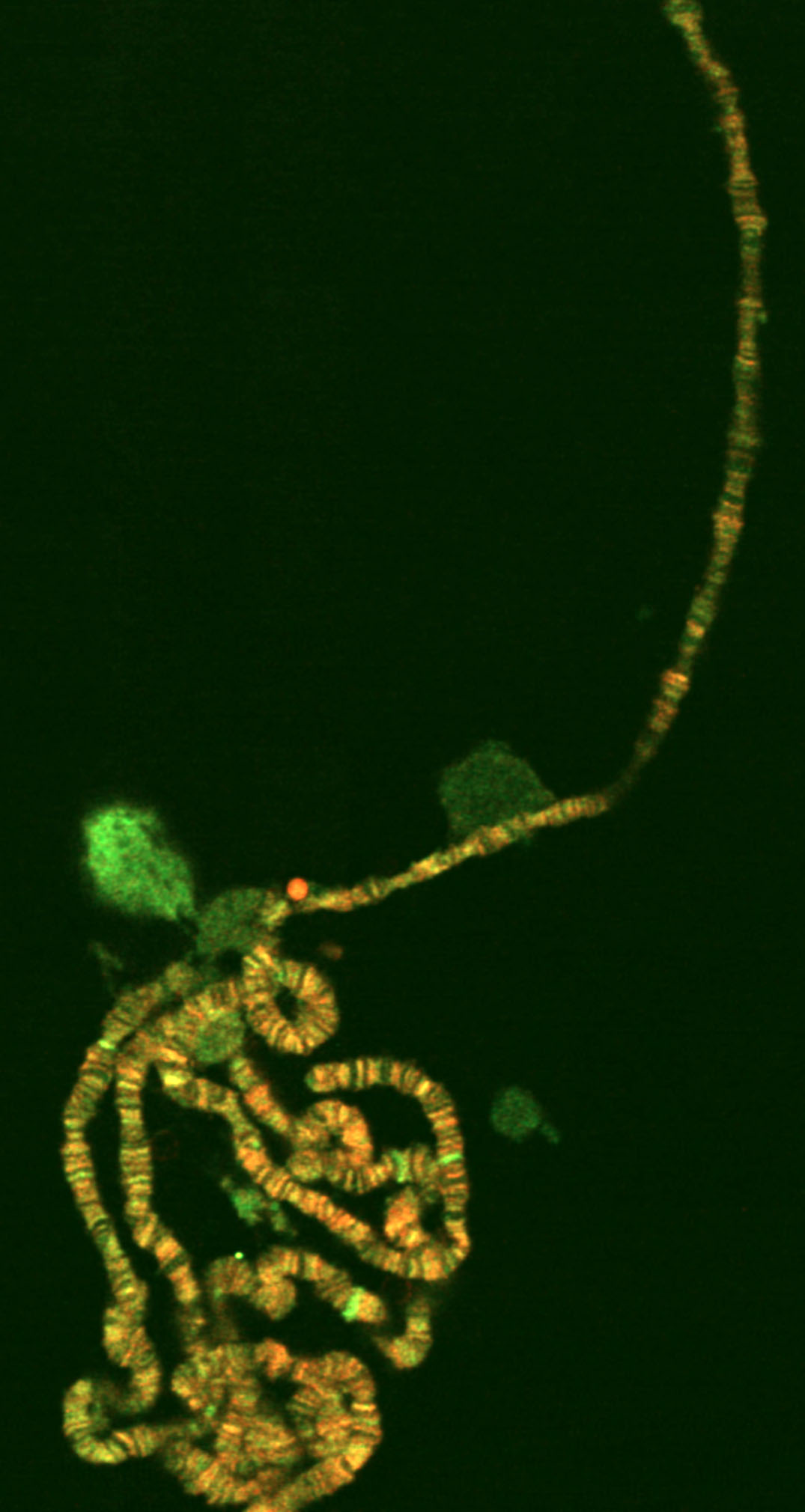
多糸染色体

多糸染色体 (たしせんしょくたい、polytene chromosome) は、数千のDNA鎖を含む巨大な染色体である。
多糸染色体は、エドゥアール＝ジェラール・バルビアーニによって1881年に初めて報告された。多糸染色体はハエ目に見つかり、最もよく知られているのはショウジョウバエ属 (Drosophila)、ユスリカ属 (Chironomus)、クロバネキノコバエ科Rhynchosciara属のものである。節足動物の他のグループのトビムシ目や、原生動物の繊毛虫のグループ、哺乳類の栄養膜、植物の反足細胞や胚柄の細胞にも存在する。昆虫では一般的に、唾液腺で細胞分裂が行われていないときに見つかる。
多糸染色体は細胞分裂を伴わないDNA複製が繰り返し行われた時に形成され、姉妹染色分体が互いに融合したままで複製が複数回行われるために巨大な染色体が形成される。
有糸分裂や減数分裂の間期においては、多糸染色体は明確な大小のバンドのパターンを持っているのが観察される。これらのパターンは、染色体のマッピングや、小さな染色体異常の同定、分類学的な同定作業などに利用された。現在では、転写における遺伝子の機能の研究に利用されている。

## 機能
細胞核の体積の増加や細胞の拡張に加え、多糸細胞には複数コピーの遺伝子から高レベルの遺伝子発現を行うことができるという代謝的利点が存在する。例えば、キイロショウジョウバエ Drosophila melanogaster では、幼虫の唾液腺の染色体は、蛹化の前に多量の粘着性のムコタンパク質を産生するため複数回の核内倍加を行う。ハエの他の例としては、X染色体のセントロメア近傍のさまざまな多糸バンドの縦列重複 (tandem duplication) によって、Bar表現型と呼ばれる腎臓型の眼が形成される。
インターバンド (バンド間の領域) は、活性型クロマチンタンパク質やヌクレオソームリモデリング複合体、複製起点認識複合体との相互作用に関与している。これらの主要な機能は、RNAポリメラーゼIIの結合部位となること、ヌクレオソーム構造を変化させること、DNA複製を開始させることである。

## 構造
昆虫では多糸染色体は唾液腺によく見られ、「唾液腺染色体」とも呼ばれる。染色体の巨大なサイズは染色糸 (chromonemata) と呼ばれる経糸が多数存在するためであり、多糸 (polytene) という名称はこのことに由来する。多糸染色体のおよその長さは 0.5 mm、直径は 20 μmで、細胞質分裂と核分裂を伴わない染色体分裂が繰り返された後に形成される。多糸染色体は、核染色によって暗色に染まるバンドと明るく染まるインターバンドと呼ばれる2タイプのバンドを含む。暗色のバンドはDNAを多く含み、RNAは少ない。インターバンドはより多くのRNAを含み、DNAは少ない。インターバンドのDNA量は 0.8 – 25% の範囲である。
多糸染色体のバンドは特定の時点で拡大し、パフ (puff) とよばれる膨らみが形成される。パフの形成は puffing と呼ばれる。パフはバンド中の個々の染色糸がほどかれることで形成され、各染色糸はほどかれて多数のループとなって外へ飛び出している。パフはmRNAの合成が起こっている活発な遺伝子の部位を示している。パフの領域のループはリング状の見た目をしているため、これを発見した研究者の名前からバルビアニ環 (Balbiani ring) と呼ばれている。それらはDNAとRNA、いくつかのタンパク質で形成されている。転写が起こっている部位なので、RNAポリメラーゼやリボヌクレオタンパク質といった転写装置が存在している。
原生動物でもパフのような構造が存在するが、転写は起こっておらずDNAのみが含まれる。

## 歴史
多糸染色体は、1881年にエドゥアール＝ジェラール・バルビアーニによって、ユスリカの幼虫の唾液腺で初めて観察された。バルビアーニは、核内のもつれた糸の中の染色体のパフを描写し、それを"permanent spireme"と名付けた。1890年、彼は繊毛虫 Loxophyllum meleagris にも類似した構造を観察した。キイロショウジョウバエ Drosophila melanogaster にも同様の構造が存在することは、ブルガリアの遺伝学者 Dontcho Kostoff によって1930年に報告された。Kostoffは、自らが観察したディスク (バンド) が遺伝形質を世代を超えて受け継ぐ実体となる小包である、と予想した。ドイツの生物学者 Emil Heitz は Hans Bauer とともに、明確なバンドを持つもつれた染色体はハエ目ケバエ科の Bibio hurtulunus の唾液腺、中腸、マルピーギ管、脳に特有のものであり、バンドのパターンがランダムではなく一定であることを1933年に発表した。これらの論文に気づくことなく、アメリカの遺伝学者 Theophilus Painter は1933年12月に D. melanogaster の巨大染色体の存在を報告した (そして一連の論文が翌年発表された)。このことを知ったHeitzは、発見の先取権を主張するために意図的に原著論文を無視したとしてPainterを告発した。1935年、Henry J. Muller と A. A. Prokofyeva は個々のバンドまたはバンドの一部が遺伝子と対応していることを立証した。同じ年に、P. C. Koller は巨大な染色体を記述するために"polytene"という語をためらいがちに導入し、こう書いた。
これらの染色体は、減数分裂で対合した pachytene chromosome (太糸期の染色体) と対応するものとみなすことができるようである。染色小粒間の挿入部分は伸びて、より小さな単位へ分けられている。そして、2本の糸が横並びになっているのではなく、16本かそれ以上存在する。それゆえ、"pachytene"というよりは"polytene"であるが、私はこの用語の使用を薦めない。私はそれを"multiple threads"と呼ぶだろう。

It seems that we can regard these chromosomes as corresponding with paired pachytene chromosomes at meiosis in which the intercalary parts between chromomeres have been stretched and separated into smaller units, and in which, instead of two threads lying side by side, we have 16 or even more. Hence they are "polytene" rather than pachytene; I do not, however, propose to use this term; I shall refer to them as "multiple threads."

## 発生
多糸染色体は、クロバネキノコバエ科Sciara属のマルピーギ管のようなハエ目の分泌組織のほか、原生生物、植物、哺乳類、そして他の昆虫細胞にも存在する。これまでに記載された最大の多糸染色体は、Axarus属のユスリカの唾液腺に発生するものである。
植物では、いくつかの種で見るかるだけであり、Phaseolus coccineus と P. vulgaris の子房と未成熟な種子の組織や、Vigna unguiculata と一部のPhaseolus属の種の葯のタペータムに限られている。
また、同定が難しいことで悪名高いユスリカの幼虫の種の同定のためにも多糸染色体は利用される。形態学的に分類された幼虫の各グループには、形態学的に同一の多くの種が含まれており、成虫のオスの飼育か、幼虫の多糸染色体の細胞遺伝学的な分析によってのみ同定が可能である。特定の種の存在の確認や、広範囲の遺伝的変異を有する種における遺伝的多様性の研究のために、核型が利用される。

## 関連文献
- Baudisch W (1977). “Balbiani ring pattern and biochemical activities in the salivary gland of Acricotopus lucidus (Chironomidae)”. Results Probl Cell Differ 8:  197–212. PMID 335467.
- Bridges CB (1935). “Salivary chromosome maps with a key to the banding of the chromosomes of Drosophila melanogaster”. Journal of Heredity 26:  60–64.
- Daneholt B (1992). “The transcribed template and the transcription loop in Balbiani rings”. Cell Biol Int Rep 16 (8):  709–715. doi:10.1016/S0309-1651(05)80015-3. PMID 1446347.
- Werle SF, E Klekowski & DG Smith (2004). “Inversion polymorphism in a Connecticut River Axarus species (Diptera: Chironomidae): biometric effects of a triple inversion heterozygote”. Can. J. Zool. 82:  118–129. doi:10.1139/z03-227.
- Pavan, C. and Breuer, M. E. (1952). “Polytene chromosomes in different tissues of Rhynchosciara”. Journal of Heredity 63:  151–157.
- Pavan, C. (1967). “Chromosomal changes induced by infective agents Triangle”. Sandoz J. Med. Sci. 8 (2):  42–48. PMID 5602878.
- Pavan, C., Biesele, J., Riess, R. W. and Wertz, A. V. (1971). “XIII. Changes in the ultrastructure of Rhynchosciara cells infected by Microsporidia”. Studies in Genetics VI:  7103.
- Pavan, C., Da Cunha, A. B. and Morsoletto, C. (1971). “Virus-chromosome relationships in cells of Rhynchosciara (Diptera, Sciaridae)”. Caryologia 24 (3):  371–389. doi:10.1080/00087114.1971.10796445.